# Фролов, Николай Александрович
Николай Александрович Фролов (укр. Микола Олександрович Фролов; р. 9 января 1959, Запорожье) — и. о. ректора Запорожского национального университета (до 2024). Профессор, доктор исторических наук, Заслуженный работник образования Украины. Народный депутат Верховной рады Украины VIII созыва.

## Образование
1981 — высшее образование по специальностям учитель истории, правоведения, английского языка получил в Орловском государственном педагогическом институте.
2002 — кандидат исторических наук, тема диссертации: «Выходцы из других политических партий в КП(б)У», доцент.
2012 — доктор исторических наук, тема диссертации: «Политическая система Советской Украины 1920—1930-х гг.: особенности и механизмы формирования и функционирования»

## Трудовая деятельность
Работал учителем, директором школы, начальником управления образования Запорожского горсовета.
В 1986—1988 года инструктор отдела науки и учебных заведений в городском комитете Коммунистической партии Украины.
С декабря 1999 по апрель 2001 года работал заместителем председателя Запорожской облгосадминистрации по социальным и гуманитарным вопросам.
2001—2006 — ректор Запорожского областного института последипломного педагогического образования.
С 10 марта 2006 года до 2010 заместитель председателя Запорожской облгосадминистрации Евгения Червоненко.
В 2010—2012 первый проректор в Классическом приватном университете.
С июня 2012 года — ректор Запорожского национального университета (набрал на выборах 50 % голосов, тогда как основной оппонент Сергей Гоменюк — 44 %), был утвержден тогдашним министром образования Дмитрием Табачником. Прекратил быть исполняющим обязанности ректора 5 декабря 2024 года

## Общественно-политическая деятельность
В 2001—2005 годах возглавлял Запорожскую городскую организацию СДПУ (о).
На выборах в областной совет в 2006 году баллотировался от Социалистической партии.
Председатель Запорожской областной организации партии «Единый Центр» с июля 2008 года по апрель 2010 года.
На местных выборах 2010 года прошел в Запорожский областной совет от ВО «Батькивщина» по одномандатному округу № 46 (единственный мажоритарщик от этой партии). Заместитель председателя Запорожской областной организации ВО «Батькивщина».
На парламентских выборах 2014 года был избран народным депутатом Украины от партии «Блок Петра Порошенко». Заместитель председателя Комитета Верховной рады по вопросам налоговой и таможенной политики. Беспартийный. В 2018 году включён в санкционный список России.

## Награды
- Орден «За заслуги» III степени (2009)[7].

## Личная жизнь
Женат на Наталье Фроловой. Дети — дочь Юлия Буланова и сын Александр Фролов